# Gigantopora oropiscis
Gigantopora oropiscis är en mossdjursart som beskrevs av Gordon och Jean-Loup d'Hondt 1997. Gigantopora oropiscis ingår i släktet Gigantopora och familjen Gigantoporidae. Inga underarter finns listade i Catalogue of Life.